# Ophion oculatus
Ophion oculatus là một loài tò vò trong họ Ichneumonidae.